# Хлысты (деревня)
Хлысты́ — деревня в Смоленской области России, в Ельнинском районе. Население — 21 жителя (2021). Расположена в юго-восточной части области в 12 км к северу от города Ельня, у автодороги Р137 Сафоново — Рославль. Входит в состав Рождественского сельского поселения.

## История
В годы Великой Отечественной войны деревня была местом ожесточённых боёв и дважды была оккупирована гитлеровскими войсками. 1-й раз в июле 1941 года (освобождена в ходе Ельнинской операции), 2-й раз в октябре 1941 года (освобождена в ходе Ельнинско-Дорогобужской операции в 1943 году). Была освобождена 68-й армией.

## Экономика
Фермерское хозяйство.